# 昂格洛
昂格洛（法語：Englos，法語發音：[ɑ̃ɡlo]）是法国上法蘭西大區北部省的一个市镇，属于里尔区和里尔欧洲都会区。

## 地理
昂格洛（50°37'32"N, 2°57'24"E）面积1.35 平方千米，位于法国上法蘭西大區北部省，该省份为法国最北部的省份及最长的省份，西北濒北海，西接加来海峡省，南至埃纳省和索姆省，东与比利时接壤。
与昂格洛接壤的市镇（或旧市镇、城区）包括：瑟克丹、韦普地区埃讷蒂耶尔、埃科贝克、阿莱讷莱欧布尔丹、里尔。
昂格洛的时区为UTC+01:00、UTC+02:00（夏令时）。

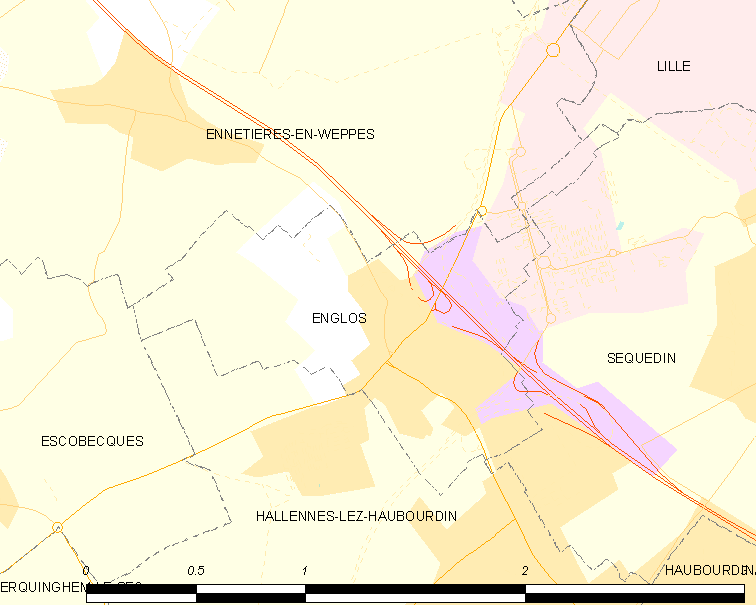
昂格洛的OSM定位图

## 行政
昂格洛的邮政编码为59320，INSEE市镇编码为59195。

## 政治
昂格洛所属的省级选区为里尔第六县。

## 人口

1962-2008年间昂格洛人口变化图示

昂格洛于2022年1月1日时的人口数量为616人。